# Грин, Майк (баскетболист, 1985)
Майкл Эдвард «Майк» Грин (англ. Michael Edward "Mike" Green; родился 23 июня 1985 года в Филадельфии, штат Пенсильвания, США) — американский профессиональный баскетболист, играющий на позиции разыгрывающего и атакующего защитника.

## Карьера
На уровне колледжей выступал за университеты Таусона и Батлера. В Батлере лидировал по набранным очкам, подборам и результативным передачам. В Лиге Хоризон был назван игроком года в сезоне 2007–2008.
Выставлял свою кандидатуру на драфт НБА 2008 года, но не был выбран. В этом же году отправился в Европу, где подписал контракт с турецким клубом «Анталья ББ». В следующем сезоне перешёл в бельгийский «Льеж». В сезоне 2010-11 годов выступал за итальянскую команду «Канту». В 2010 году выступал за «Филадельфию Севенти Сиксерс» в Летней Лиге Орландо, а также за «Портленд Трэйл Блэйзерс» в Летней Лиге НБА.

## Достижения
- Победитель Лиги чемпионов ФИБА: 2017/2018
- Обладатель Кубка Греции: 2017/2018
- Обладатель Суперкубка Бельгии: 2009